# Lista de postos e insígnias das Forças Armadas Revolucionárias de Cuba

## Postos
| Todas as Forças                                                  | Nome                          | Galão                                      |
| ---------------------------------------------------------------- | ----------------------------- | ------------------------------------------ |
| Comandante em Chefe - Usado pelo Presidente da República de Cuba | Comandante en Jefe            |                                            |
| Marechal - Equivalente no Brasil                                 | General de Ejército           | Ficheiro:General de ejército.jpg           |
| General de Exército                                              | General de Cuerpo de Ejército | Ficheiro:General de cuerpo de ejercito.jpg |
| General de Divisão                                               | General de División           |                                            |
| General de Brigada                                               | General de Brigada            | Ficheiro:General de brigada.jpg            |
| Coronel                                                          | Coronel                       | Ficheiro:Coronel cuba.jpg                  |
| Tenente Coronel                                                  | Teniente Coronel              | Ficheiro:Teniente coronel.jpg              |
| Major                                                            | Mayor                         | Ficheiro:Major Cuba.jpg                    |
| Capitão                                                          | Capitán                       |                                            |
| Primeiro Tenente                                                 | Primer Teniente               | Ficheiro:Primer teniente.jpg               |
| Tenente - Equivale ao Segundo Tenente no Brasil                  | Teniente                      | Ficheiro:Teniente.jpg                      |
| Subtenente                                                       | Subteniente                   | Ficheiro:Sub teniente.jpg                  |

## Graduações
| Todas as Forças                                                         | Nome                | Insígnia de Colar              |
| ----------------------------------------------------------------------- | ------------------- | ------------------------------ |
| Primeiro Suboficial - Sem equivalente no Brasil                         | Primer Sub-Oficial  |                                |
| Suboficial                                                              | Sub-Oficial         |                                |
| Primeiro Sargento                                                       | Sargento de Primera | Ficheiro:SargentodePrimera.gif |
| Segundo Sargento                                                        | Sargento de Segunda |                                |
| Terceiro Sargento                                                       | Sargento de Tercera |                                |
| Soldado de primeira classe - equivale ao Soldado no Exército Brasileiro | Soldado de Primera  |                                |
| Soldado Recruta                                                         | Soldado             |                                |
|                                                                         |                     |                                |